# Сайръс Далин
Сайръс Едуин Далин (на английски: Cyrus Edwin Dallin; 22 ноември 1861 г. – 14 ноември 1944 г.) е американски скулптор и стрелец с лък.
Далин е отгледан в мормонско семейство. Когато е на деветнадесет години, той се премества в Бостън, където става чирак при скулптора Т. Х. Бартлет. В Бостън той става колега на Огъстъс Сен-Годенс, наред с други, и се сприятелява с художника Джон Сингър Сарджънт. През 1900 г. се премества със семейството си в Арлингтън, където живее до края на живота си. Той е преподавател в Масачузетския колеж по изкуство и дизайн от 1899 до 1941 г.
Произведенията на Далин включват конната му статуя на Пол Ривиър в Бостън и скулптурата му на ангела Морони на върха на Мормонския храм в Солт Лейк Сити. Неговият „Призив към Великия Дух“ (1909) е отлят във Франция и печели златен медал на Парижкия салон. Има три версии на тази скулптура – едната в Музея за изящни изкуства в Бостън, едната в Мънси и едната в Тълса. Коренните американци са повтарящ се мотив в творчеството на Далин.

## Олимпийски игри
Далин се състезава по стрелба с лък на Олимпийските игри през 1904 г. в Сейнт Луис. Индивидуално той завършва девети в двойния американски рунд и дванадесети в двойния Йоркски рунд. Заедно със съотборниците си от Бостън Арчърс (Фил Брайънт, Уолъс Брайънт и Хенри Ричардсън) печели бронзов медал.

## Книжни издания
- Cyrus E. Dallin, Kent Ahrens. Cyrus E. Dallin: His Small Bronzes and Plasters.   Корнинг, Ню Йорк, Rockwell Museum, 1995. ISBN 0962203866, ISBN 978-0962203862. p. 120. (на английски)